# La Chapelle-de-Guinchay
La Chapelle-de-Guinchay település Franciaországban, Saône-et-Loire megyében. Lakosainak száma 4038 fő (2022. január 1.). La Chapelle-de-Guinchay Garnerans, Saint-Didier-sur-Chalaronne, Chénas, Juliénas, Chânes, Crêches-sur-Saône, Romanèche-Thorins, Saint-Amour-Bellevue és Saint-Symphorien-d’Ancelles községekkel határos.

## Népesség
A település népességének változása:
| Lakosok száma | 3943 | 4052 | 4172 | 4121 | 4158 | 4171 | 4126 | 4082 | 4038 |
|               | 2013 | 2015 | 2016 | 2017 | 2018 | 2019 | 2020 | 2021 | 2022 |